# ألكسندر والاس (لواء بريطاني)
السير ألكسندر والاس (1858-1922) لواء إنجليزي خدم في الجيش البريطاني خلال الحرب الأنجلو-أفغانية الثانية والحرب العالمية الأولى في مسرح عمليات شمال أفريقيا.

## سيرته العسكرية
ولد ألكسندر والاس في 22 أغسطس 1858، في كلكتا لتاجر يعمل في الهند وتلقى تعليمه في مدرسة فراملينغهام [الإنجليزية]، سوفولك، إنجلترا. ثم التحق بأكاديمية ساندهيرست العسكرية الملكية وكان الثاني على دفعته حينما تخرج فيها. انضم إلى جيش الهند البريطاني في 1876 وترقى إلى رتبة نقيب في فيلق الإشارة الهندي في 1887 ثم رائد في 1896 ثم مقدم في 1902 ثم عقيد في 1904 وأخيراً لواء في 1911.
شارك والاس في العديد من الحملات العسكرية، أفغانستان (1879-1880)، بورما (1886-1888)، الحدود الشمالية الغربية (حملات هزارة وميرانزاي في 1891) حيث قاد قوات الخدمة الإمبراطورية الكشميرية، حملة شيلاس في باكستان (1892) حيث أصيب مرتين، الحدود الشمالية الغربية، حملة توتشي وبونير (1897) [الإنجليزية]، الحدود الشمالية الغربية مرة أخرى في وزيرستان (1901) وأرض الصومال (1903-1904). أصبح مساعد القائد العام لفرقة بيشاور الأولى [الإنجليزية] في 1907 وتولى قيادة فرقة جوبلبور [الإنجليزية] (1908-1913).

### الحرب العالمية الأولى
تولى والاس قيادة وتدريب فرقة المشاة الخامسة عشرة (الأسكتلندية) [الإنجليزية] في بداية تكوينها في الجبهة الغربية (سبتمبر 1914) عندما اندلعت الحرب العالمية الأولى، وقاد الفرقة الهندية الحادية عشر [الإنجليزية] التي شاركت في التصدي لهجوم العثمانيين على قناة السويس. بعدها أوفد ضمن قوة تجريدة البحر المتوسط [الإنجليزية] في غاليبولي ثم عاد إلى مصر مجدداً ليتولى قيادة وحدة الحدود الغربية [الإنجليزية] (1915-1916) وذلك للتصدى لهجوم السنوسيين، المتحالفين مع العثمانيين، على غرب مصر.
نجح والاس في إلحاق الهزيمة بالسنوسيين في وادي سنبا (11 ديسمبر 1915) ووادي ماجد (15 ديسمبر) وحلزين (23 يناير 1916)، لكن القوام الأكبر من القوات السنوسية ظل متماسكاً، حتى نجح البريطانيون في هزيمته تماماً في معركة العقاقير [الإنجليزية] (26 فبراير 1916).
أصيب والاس خلال الحرب العالمية الأولى بإصابة جعلت ساقه متيبسة لبقية عمره وتقاعد بعد عودته من غاليبولي في 1916 برتية لواء. وعاد إلى سوفولك بإنجلترا وأصبح مديراً لمدرسة فراملينغهام ورئيساً لمجتمع أبناء فراملينغهام (SOF) منذ 1917 حتى وفاته، وذلك من بعد وفاة شقيقه تشارلز ويليام والاس الذي كان يرأسها من قبله. وكشف النقاب في 1920 عن نصب تذكاري للحرب العالمية الأولى في كنيسة البلدة، كذلك كان والاس عضواً في الرابطة البريطانية والأجنبية للتوحيديين [الإنجليزية] منذ 1908 وهي رابطة مسيحية توحيدية.
توفي والاس يوم عيد الميلاد في 24 ديسمبر 1922 عن عمر ناهز 64 عاماً.

## حياته الشخصية
تزوج من سيدة تدعى إيثل، ابنة العقيد جي. سي. روس، في 1889. وأنجبا ستة أبناء من بينهم ألكسندر والاس الثالث [الإنجليزية] كاهن كاتدرائية إكسيتر (1950-1960).

## الأوسمة والنياشين
- وسام أفغانستان [الإنجليزية]
- وسام باث (برتبة رفيق في 1908)، (برتبة فارس في 1922)
- قلادة النيل (من الدرجة الثانية، 1916)

## الكتب
- Perry، F.W (1993). Order of Battle of Divisions Part 5B. Indian Army Divisions. Newport: Ray Westlake Military Books. ISBN:1-871167-23-X.
- Becke، Major A. F. (2007) [1945]. Order of Battle of Divisions Part 3a. New Army Divisions (9–26). Uckfield: Naval and Military Press. ISBN:978-1-84734-741-1.